# Sistema ticónico

Sistema ticónico: los objetos con las órbitas celestes (la Luna y el Sol) giran alrededor de la Tierra, al igual que las estrellas, mientras que los de órbita naranja giran alrededor del Sol.

El sistema ticónico, o sistema tychónico, fue un modelo del sistema solar publicado por Tycho Brahe a finales del siglo XVI, el cual combinaba las ventajas matemáticas del sistema heliocentrista de Copérnico con las filosóficas y «físicas» del sistema geocéntrico de Ptolomeo. El modelo pudo ser inspirado por Valentin Naboth y Paul Wittich. Un modelo geo-heliocéntrico similar fue propuesto anteriormente por Nilakantha Somayaji de la Escuela de Kerala.
Este modelo es esencialmente geocéntrico, con la Tierra como el centro del universo, y las estrellas, el Sol y la Luna girando alrededor de este, mientras que los otros cinco planetas conocidos entonces (Mercurio, Venus, Marte, Júpiter y Saturno) giran alrededor del Sol. Se puede observar que en el sistema de Brahe los movimientos de los planetas y del Sol relativos a la Tierra son, mediante un cambio de coordenadas, matemáticamente equivalentes a los movimientos en el sistema heliocéntrico de Copérnico. Además, el modelo de Brahe lograba encajar mejor la información disponible, en concordancia a cómo se pensaba que el mundo se comportaba.

## Motivación
Tycho admiraba aspectos del sistema heliocéntrico de Copérnico, pero a él le parecía que mostraba problemas en lo concerniente a la física, a las observaciones astronómicas de las estrellas y a la religión. En lo concerniente a la física, Tycho sostuvo que la Tierra era demasiado lenta y pesada para estar continuamente en movimiento:

Esta innovación [el sistema de Copérnico] elude completa y expertamente todo lo que es superfluo o discordante en el sistema de Ptolomeo. En ningún punto ofende el principio de las matemáticas. Sin embargo le atribuye a la Tierra, ese colosal, lento cuerpo, no apto para moverse, un movimiento tan veloz como el de las antorchas etéreas, y un movimiento del triple de ese.

De acuerdo a la física aristotélica aceptada en ese entonces, los cielos —cuyos movimientos y ciclos eran continuos y eternos— estaban hechos de éter, o «quintaesencia»; esta sustancia, no encontrada en la Tierra, era luminosa, fuerte e inalterable, y su estado natural era el movimiento perfectamente circular. En contraste, la Tierra y los objetos sobre ella estaban compuestos de sustancias que eran pesadas y cuyo estado natural era el reposo. Aunque Tycho reconoció que la salida y ocultamiento diario del Sol y las estrellas podrían ser explicados mediante la rotación de la Tierra, como Copérnico había dicho, sostuvo que:

Tal movimiento veloz no podría pertenecer a la Tierra, un cuerpo muy grande y denso y opaco, sino tal vez pertenezca al cielo mismo cuya forma y sustancia y materia constante son más adecuadas para un movimiento perpetuo, pero rápido.

En lo concerniente a las estrellas, Tycho también pensaba que si la Tierra orbitaba el Sol anualmente, debería haber un paralaje estelar observable en cualquier periodo de seis meses, durante el cual la orientación angular de una estrella dada cambiaría gracias al cambio de posición de la Tierra La explicación copernicana para esta supuesta ausencia de un paralaje era que las estrellas estaban a una distancia tan grande que la órbita de la Tierra era insignificante en comparación. Sin embargo, Tycho notó que esta explicación introducía otro problema: las estrellas vistas a simple vista parecen pequeñas, pero se puede diferenciar un tamaño entre estas, con las estrellas más prominentes como Vega viéndose más grande que otras estrellas pequeñas como Polaris. Tycho había determinado que una típica estrella medía aproximadamente un minuto de arco en tamaño, siendo las más prominentes dos o tres veces más grandes. En un escrito a Christoph Rothmann, un astrónomo copernicano, Tycho usó geometría básica para mostrar que, asumiendo que un minúsculo paralaje no haya sido detectado, la distancia de las estrellas en el sistema copernicano tendrían que ser 700 veces más grandes que la distancia del Sol a Saturno. Más aún, la única forma en que las estrellas podría estar tan alejadas y aun así mostrar una variación de tamaños en el cielo sería si inclusive las estrellas promedio fueran gigantescas —Al menos tan grandes como la órbita de la Tierra—, y las estrellas más prominentes tendrían que ser inclusive más grandes. Tycho le dijo:  

Deduce estas cosas geométricamente si gustas, y verás cuantos absurdos (sin mencionar otros) acompañan a esta suposición [del movimiento de la Tierra] en conclusión.

Copérnico ofreció una respuesta religiosa a la geometría de Tycho: 

Las estrellas titánicas y distantes podrían parecer irracionales, pero no lo son pues el Creador podría hacer su creación así de grande si así lo quisiera.

De hecho, Rothmann respondió al argumento de Tycho diciendo:  

¿Qué es tan absurdo sobre una estrella común teniendo un tamaño igual al de toda órbita de la Tierra?¿Qué parte de esto es contrario a la voluntad divina, o es imposible para la naturaleza divina, o es inadmisible por la infinita naturaleza? Estos asuntos deben ser enteramente demostrados por usted, [...] Estos asuntos que los tipos vulgares ven como absurdos en un principio no están fácilmente cargados con absurdidad, ya que de hecho la sapiencia y la majestad divina es de lejos más grande de lo que pueden entender. Conceda a la inmensidad del Universo y al tamaño de las estrellas la grandeza que usted quiera — estos aún no 'mostrarán' proporción con el infinito Creador. Esto recuerda que entre más grande el rey, mucho más grande y vasto el palacio conveniente a su majestad. Así que ¿cuán grande piensas que 'corresponde' un palacio para DIOS?

La religión también jugaba un papel en la geometría de Tycho, —citó la autoridad de las escrituras cuando retrató a la Tierra en estado de reposo— aunque raramente usaba solo argumentos bíblicos. Para él existían objeciones secundarias a la idea del movimiento de la Tierra. Eventualmente se enfocó en argumentos científicos, aunque sí llegó a tomar seriamente los argumentos bíblicos.

## Historia

### Antecedentes
El sistema de Tycho fue precedido, en parte, por el sistema de Marciano Capella, en el cual Mercurio y Venus son colocados en epiciclos alrededor del Sol, el cual orbita alrededor de la Tierra. Copérnico, quien citó la teoría de Capella, mencionó la posibilidad de una extensión en la cual los otros tres planetas faltantes también orbitarían el Sol. También el irlandés Juan Escoto Erígena fue un paso más adelante, diciendo en el siglo IX que tanto Marte como Júpiter orbitaban el Sol también. Además, en el siglo XV el hindú Nilakantha Somayaji de la Escuela de Kerala presentó por primera vez un sistema geo-heliocéntrico donde todos los planetas conocidos entonces (Mercurio, Venus, Marte, Júpiter, Saturno) orbitaban el Sol, que a su vez orbitaba la Tierra.

### Desarrollo

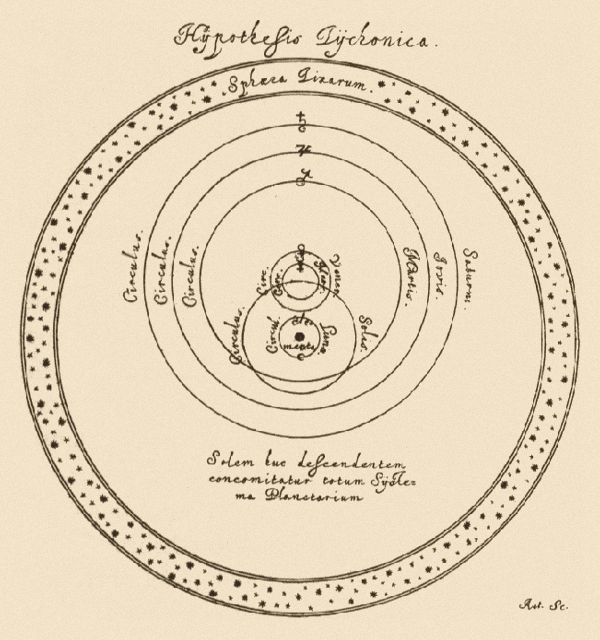
Sistema ticónico.

A finales de la década de 1570, Tycho desarrolló un sistema «geo-heliocéntrico» como alternativa del sistema geocéntrico de Ptolomeo, que hoy es conocido como el «sistema ticónico». En este, el Sol, la Luna y las estrellas orbitan alrededor de la Tierra, mientras que los otros cinco planetas orbitan el Sol. Las diferencias esenciales entre el cielo y la Tierra se mantuvieron: con el movimiento solo siendo posible en un cielo etéreo y una Tierra demasiado grande y pesada para poder moverse. Tycho sostuvo que este sistema que no violaba ni las leyes de la física ni las sagradas escrituras, con las estrellas localizadas justo después de Saturno y de un tamaño razonable.
El sistema de Brahe compitió con el sistema de Copérnico como alternativa al sistema de Ptolomeo. Después de las observaciones de Galileo sobre las fases de Venus en 1610, la mayor controversia cosmológica se situó en las variaciones del sistema copernicano y ticónico. Este último era de varias maneras más intuitivo filosóficamente, pues apoyó las nociones lógicas de como el Sol y los planetas se movían y la Tierra no. Además, el sistema copernicano sugería la existencia de un paralaje estelar observable, el cual no se pudo observar hasta el siglo XIX. Por otro lado, debido a que los deferentes de Marte y el Sol se interceptan, se dejó de confiar en las nociones aristotélicas y ptolomaicas de que los planetas giran en círculos anidados.

### Influencia posterior
El sistema ticónico generó gran influencia a finales del siglo XVI y siglo XVII. En 1616, durante el proceso a Galileo, el Índice de libros prohibidos papal prohibió todos los libros que se avocaran al sistema de Copérnico, incluyendo los trabajos de Copérnico, Galileo, Kepler y otros autores hasta 1758, mientras que el sistema ticónico se mantuvo como una alternativa aceptable que explicaba las fases de Venus con una Tierra inmóvil.
Fue ampliamente usados por los astrónomos jesuitas en China, así como un gran número de eruditos europeos. De hecho, fueron los científicos jesuitas (como Cristóbal Clavio, Christoph Grienberger, Christoph Scheiner, Odo van Maelcote) los principales difusores de este sistema, pues fue principalmente gracias a su influencia que la Iglesia católica adoptó el sistema ticónico por nueve años, de 1611 a 1620, en un proceso directamente motivado por los descubrimientos de Galileo con el telescopio.
Después de la muerte de Tycho, Johannes Kepler usó sus observaciones para demostrar que las órbitas de los planetas son elipses y no círculos, creando un sistema copernicano modificado que al final desplazó al sistema ptolomaico y ticónico. Finalmente, después del descubrimiento de la aberración estelar en el siglo XVII por James Bradley, que probó que la Tierra se mueve alrededor del Sol, el sistema ticónico cayó en desuso entre los científicos.
Hoy en día algunos geocentristas usan un sistema ticónico modificado con órbitas elípticas, mientras que rechazan el concepto de la relatividad.